# 大分オープンゴルフトーナメント
大分オープンゴルフトーナメントは1982年から開催されている男子プロゴルフトーナメント。

## 概要
1982年から2023年まで「東急大分オープンゴルフトーナメント」として開催され、国内男子ツアーの開幕を1ヶ月後に控えたプロとトップアマが参加する歴史ある大会で、九州出身のプロをはじめ、多くのシード選手も出場。
トライアルカンパニーがスポンサーに加わった2024年は「トライアル・東急大分オープンゴルフトーナメント」、2025年からは「トライアル大分オープンゴルフトーナメント」として開催される。

## 歴代優勝者
- 1982年 - 古郡亮一
- 1983年 - 藤池昇
- 1984年 - 中川原邦治
- 1985年 - 川上典一
- 1986年 - 酒井孝正
- 1987年 - 草野忠重
- 1988年 - 滝田次臣
- 1989年 - 秋富由利夫
- 1990年 - 手嶋啓二
- 1991年 - 蔵岡伸二
- 1992年 - 草野忠重
- 1993年 - 酒井孝正
- 1994年 - 鈴木規夫
- 1995年 - 鈴木規夫
- 1996年 - 山本洋一
- 1997年 - 酒井孝正
- 1998年 - 藤池昇龍
- 1999年 - 芹澤大介
- 2000年 - 蔵岡伸二
- 2001年 - 吉村金八
- 2002年 - 藤田寛之
- 2003年 - 兼本貴司
- 2004年 - 米山剛
- 2005年 - 吉原伸治
- 2006年 - 白潟英純
- 2007年 - 吉原信次
- 2008年 - 上田友昭
- 2009年 - 蔵岡伸二
- 2010年 - 小田龍一
- 2011年 - 白潟英純
- 2012年 - 尾方友彦
- 2013年 - 櫻井省吾
- 2014年 - 香妻陣一朗・福永安伸
- 2015年 - 深堀昌之
- 2016年 - 小田孔明
- 2021年 - 出水田大二郎
- 2022年 - 長野泰雅
- 2023年 - 秋吉翔太